# Neuhaus (Oste)
Neuhaus is een gemeente in de Duitse deelstaat Nedersaksen. De gemeente was onderdeel van de Samtgemeinde Am Dobrock in het Landkreis Cuxhaven. Die Samtgemeinde fuseerde per 1 januari 2016 met de Samtgemeinde Land Hadeln, waarbij Land Hadeln de naam werd voor de nieuwe Samtgemeinde. Neuhaus (Oste) telt 1.102 inwoners.
De plaats Neuhaus ligt aan de rivier de Oste, 3 km ten zuiden van haar monding in de Elbe. Niet ver ten noorden van Neuhaus en van een stormvloedkering in de Oste ligt de Ostesee, een kunstmatig meer met grootschalige faciliteiten voor strandvermaak en allerlei soorten watersport. Er zijn o.a. een  camping en een groot vakantiehuisjespark aanwezig.  Verderop langs de Oste beschikt  Neuhaus nog over een jachthaven. Neuhaus ligt tevens aan enige langeafstands-fietsroutes.  Het hiermee in verband staande toerisme is de belangrijkste bron van inkomsten van de gemeente. 

## Geschiedenis
Historisch gezien is Neuhaus een vlek. Reeds in de late middeleeuwen was het een marktplaats met een min of meer stedelijk karakter.  In 1729 werd de huidige, evangelisch-lutherse, Emmaüskerk (waarvan het 18e-eeuwse interieur, vooral het uit 1745 daterende kerkorgel, bezienswaardig is)  gebouwd. Van de 17e tot en met de 19e eeuw was Neuhaus een bescheiden haven- en industriestad. In de 20e eeuw verzandde de haven en verdween de industrie  geleidelijk. Van 1881 tot 1991 had Neuhaus een station aan de spoorlijn tussen Cuxhaven en Hamburg-Harburg.

## Mondingsgebied van de Oste

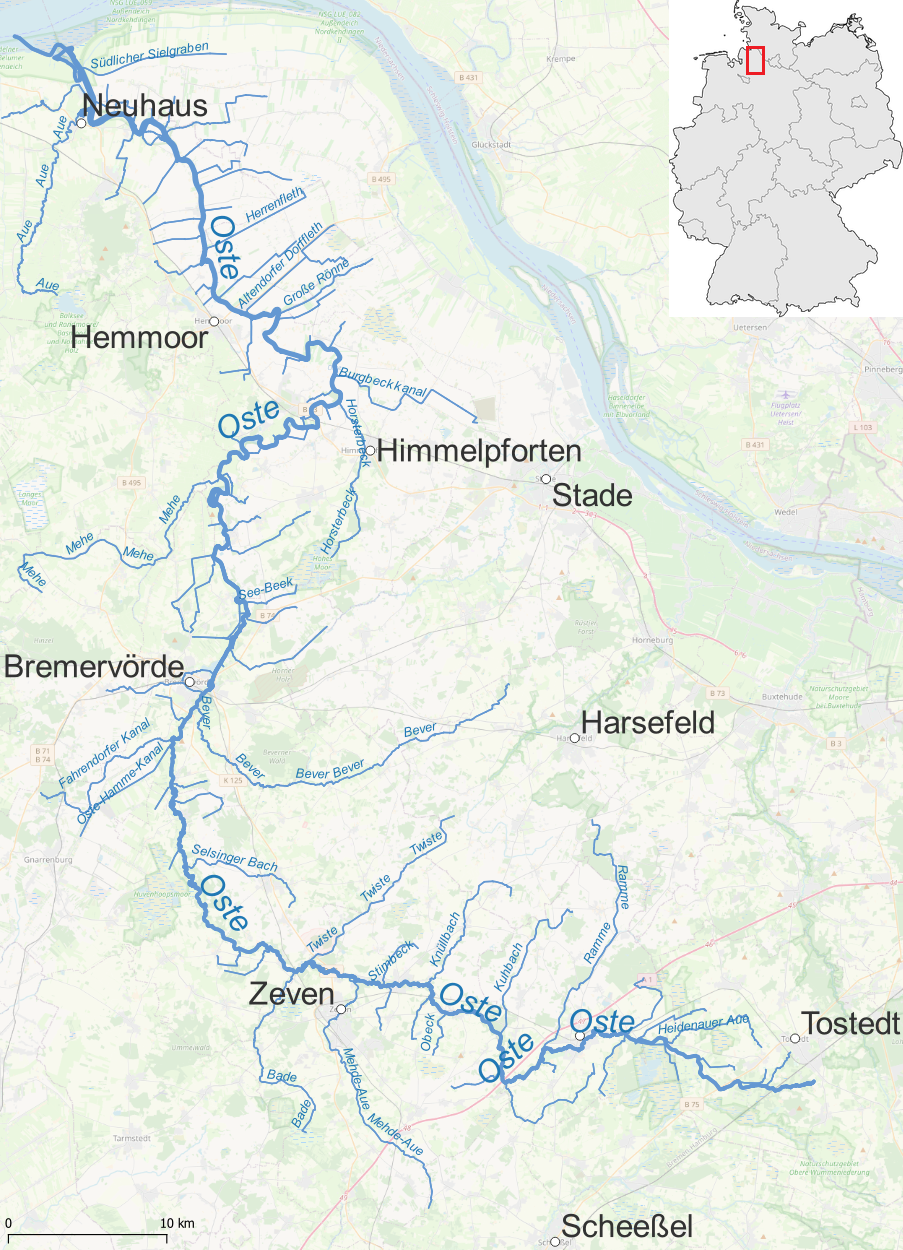
Kaart stroomgebied Oste
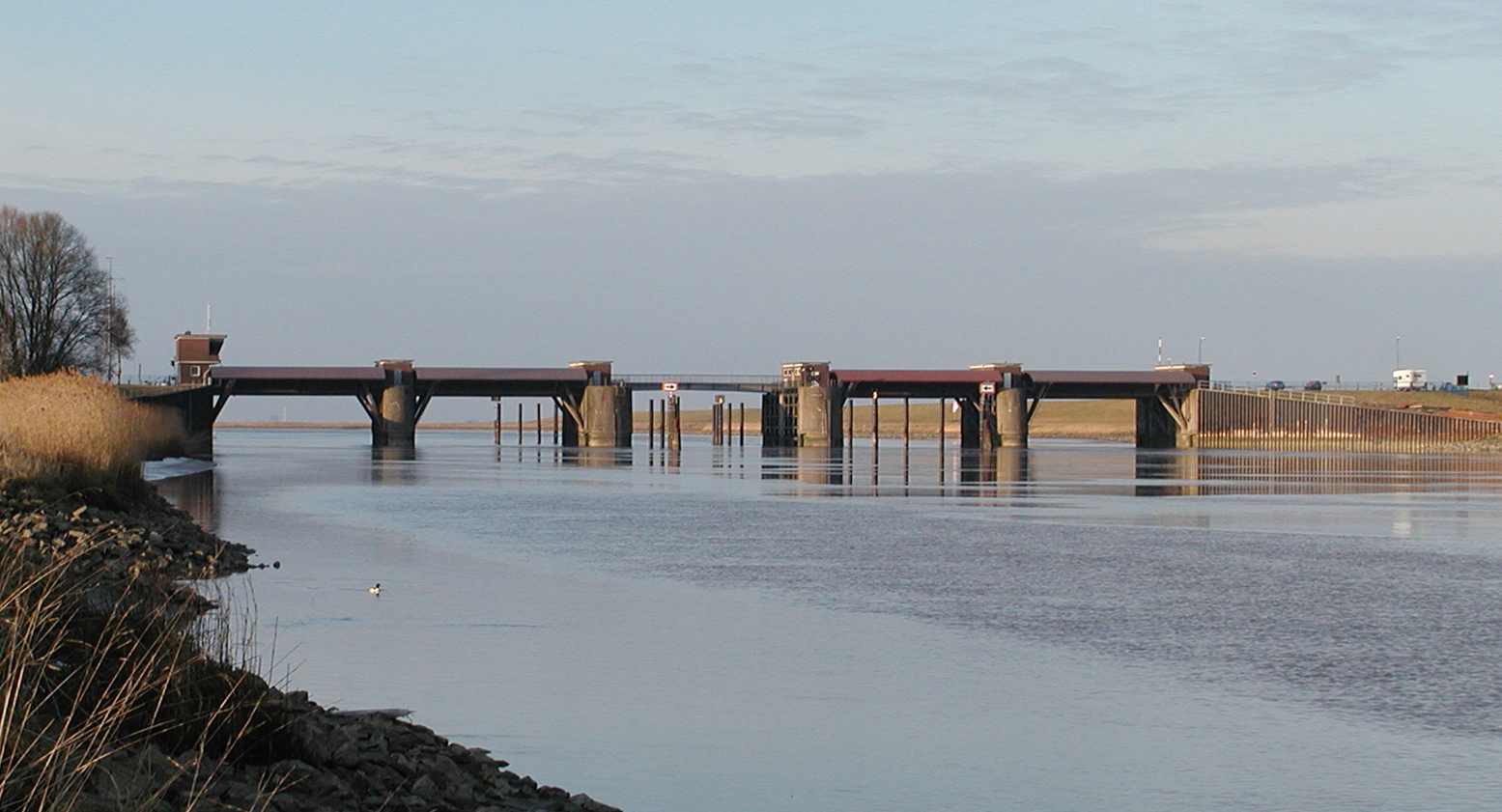
Stormvloedkering (spuisluis) bij Balje
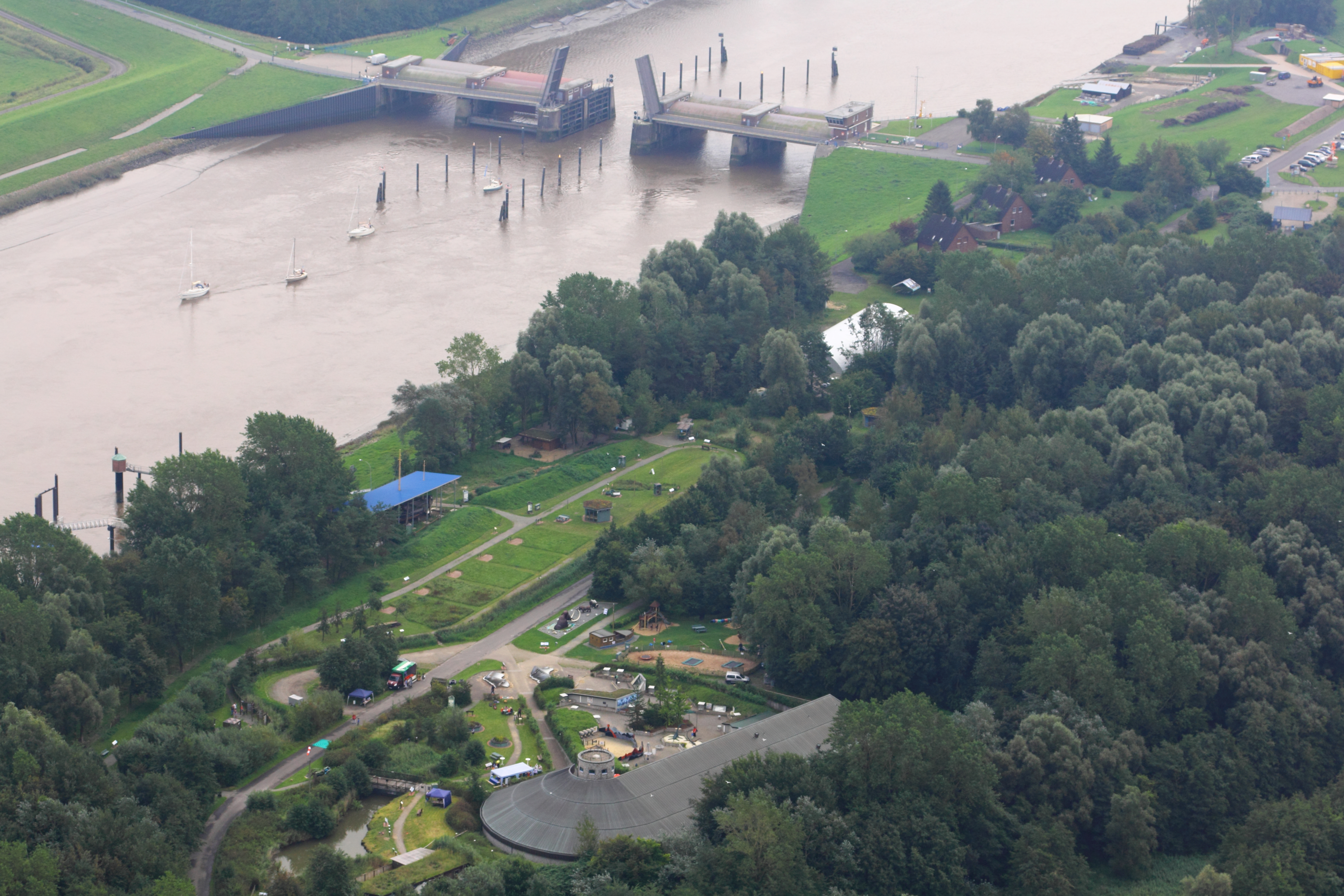
Stormvloedkering in de Oste; op de voorgrond het Natureum
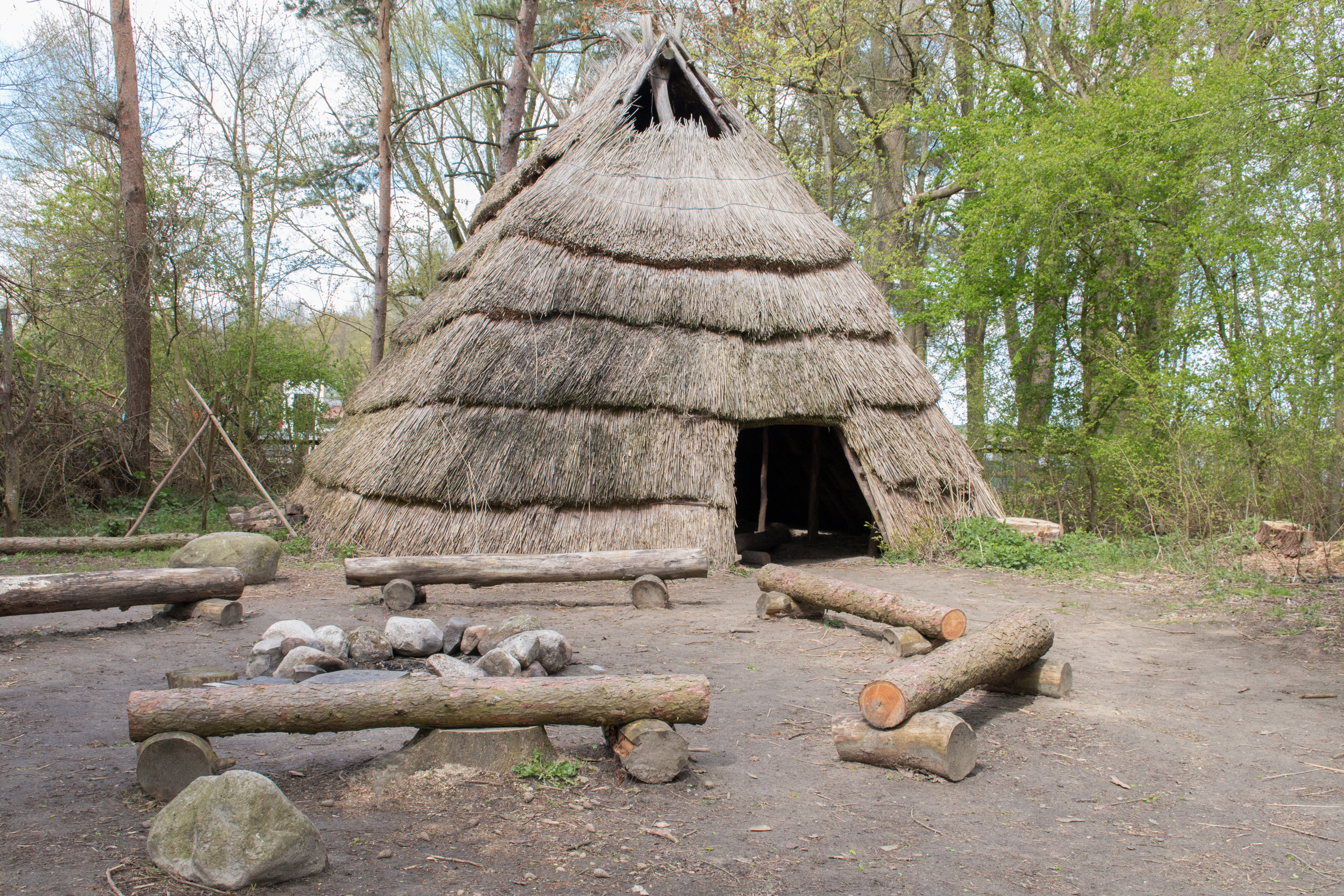
Natureum, gereconstrueerde hut uit het stenen tijdperk

Neuhaus ligt dichtbij de monding van de Oste in de Elbe. Ongeveer tegenover Neuhaus ligt het gehucht Balje, in de Samtgemeinde Nordkehdingen.
De Oste werd in de 19e en de eerste decennia van de 20e eeuw druk bevaren door kleine zeilschepen voor vrachtvervoer, zogenaamde ewers. 
Vanaf de 12e eeuw tot aan de Stormvloed van 1962 is de Oste bij bijna iedere stormvloed wel buiten haar oevers getreden, of het gebied van haar benedenloop stroomde over door dijkdoorbraken. Deze overstromingen kostten vaak vele mensen en boerderijdieren het leven, en richtten grote schade aan.  Dicht bij de monding, ten noorden van Neuhaus (Oste) en ten westen van Balje is daarom in 1968 het Ostesperrwerk gebouwd, een waterwerk, dat zowel een spuisluis als een stormvloedkering is.
Nabij de stormvloedkering van Balje, op een door de bouw daarvan ontstaan schiereiland aan de Oste, is  door een afdamming het hiervoor genoemde recreatiemeer Ostesee, en in 2013 een museumcomplex in het leven geroepen. Het draagt de naam Natureum Niederelbe. Het is ten dele een openluchtmuseum met een park, waar ook de vogelwereld van het gebied van de benedenloop van de Elbe kan worden geobserveerd. In de museumgebouwen zijn o.a. skeletten van hier aangespoelde walvissen te zien.

## Afbeeldingen

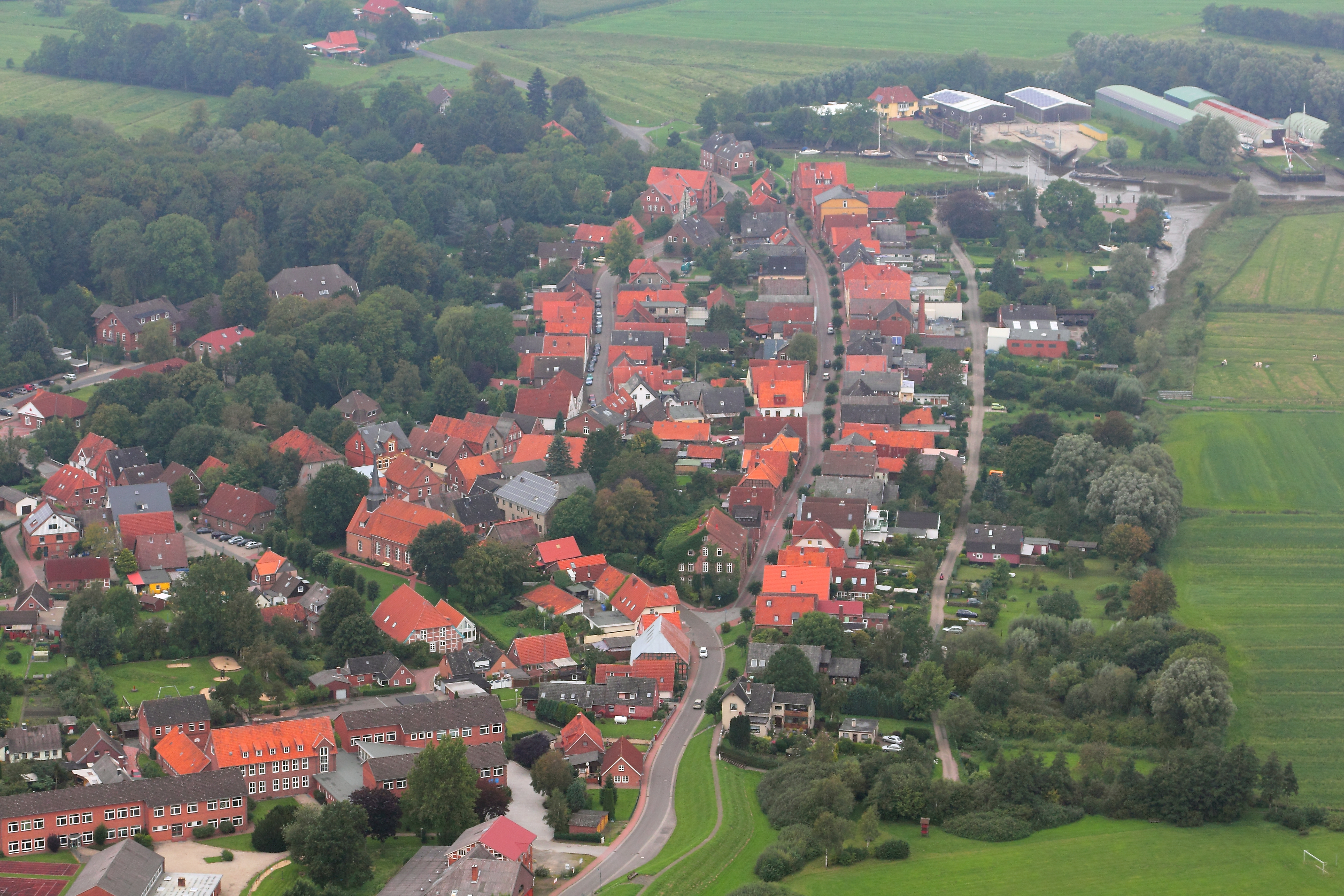
Centrum van Neuhaus
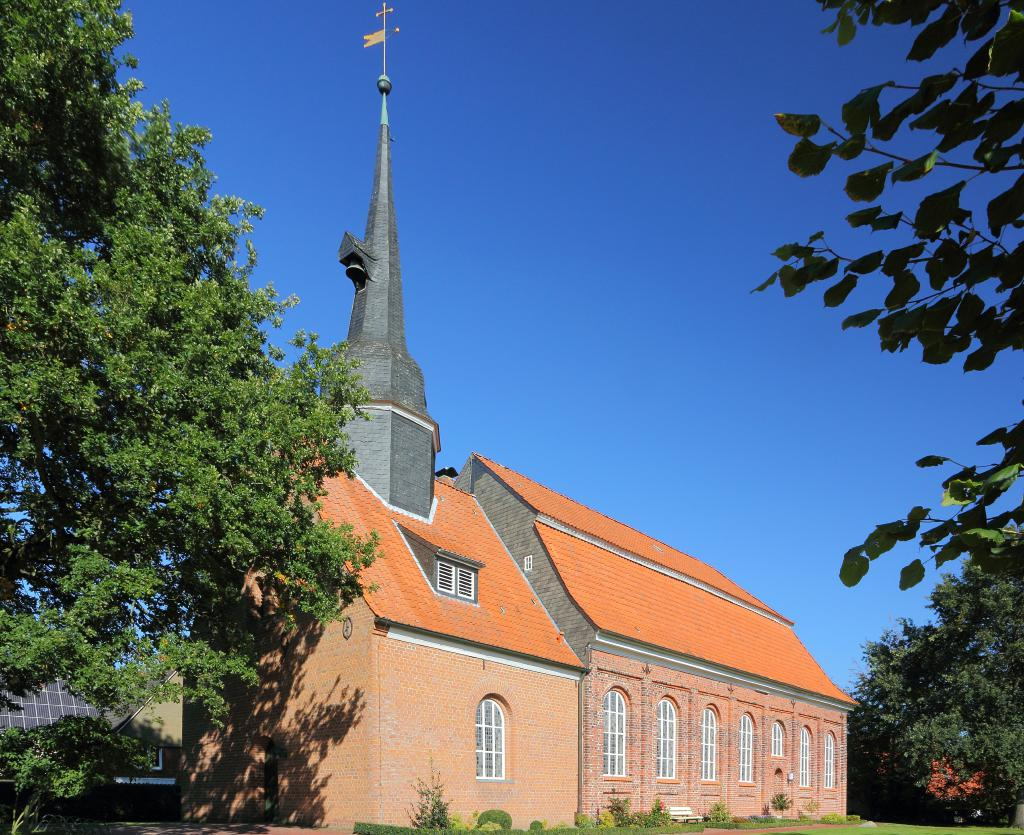
Emmaüskerk
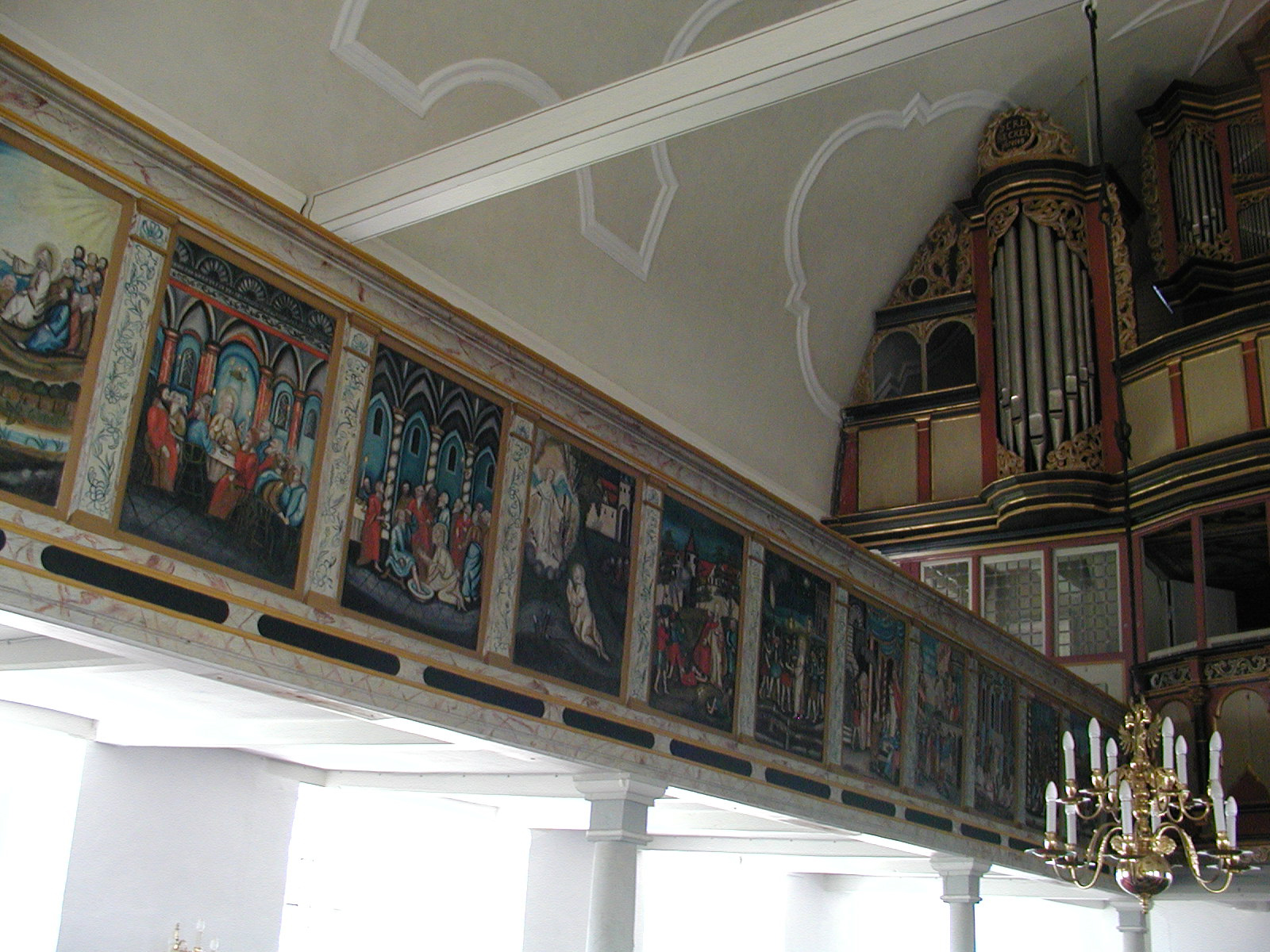
Interieur van dit kerkgebouw
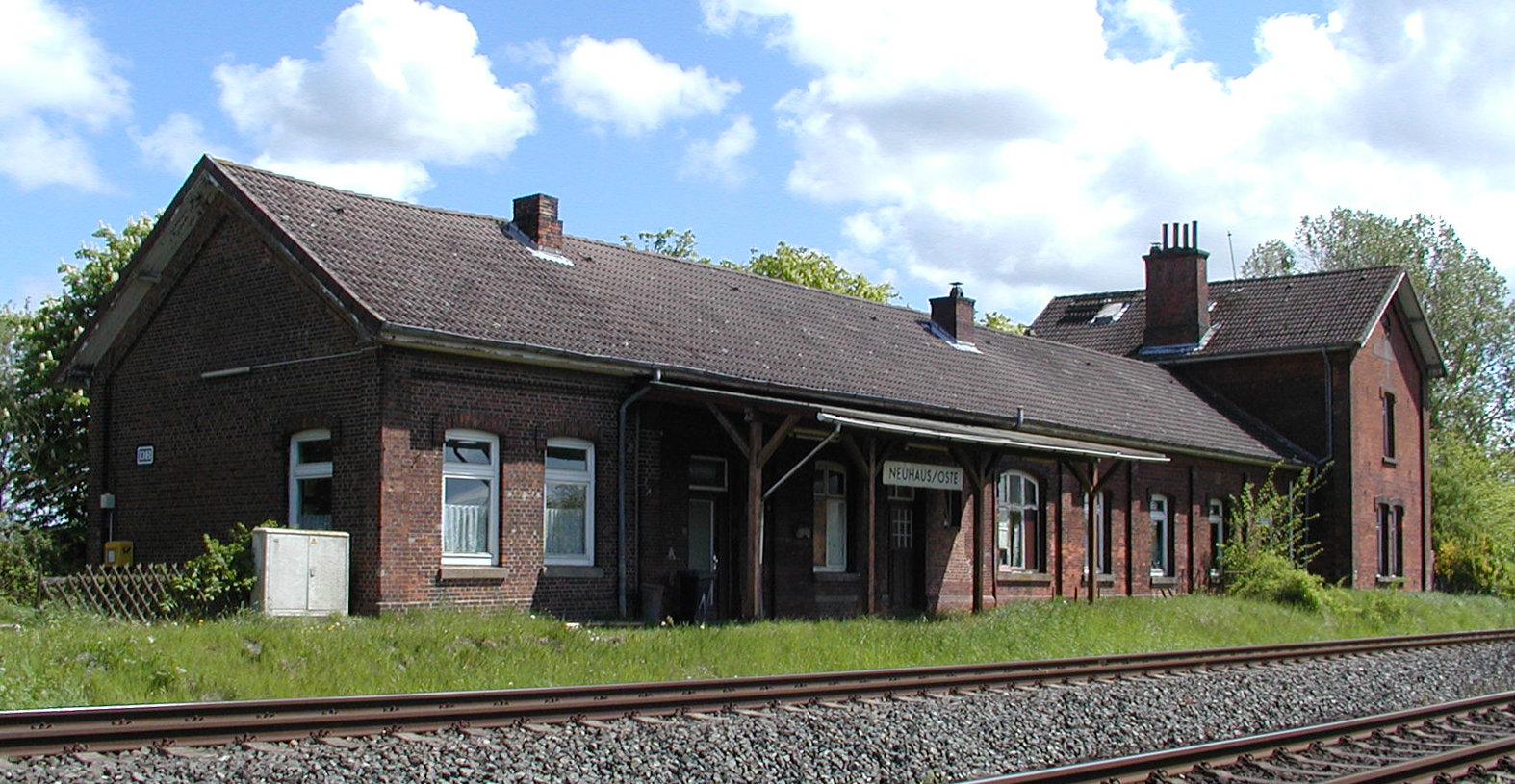
Voormalig station van Neuhaus
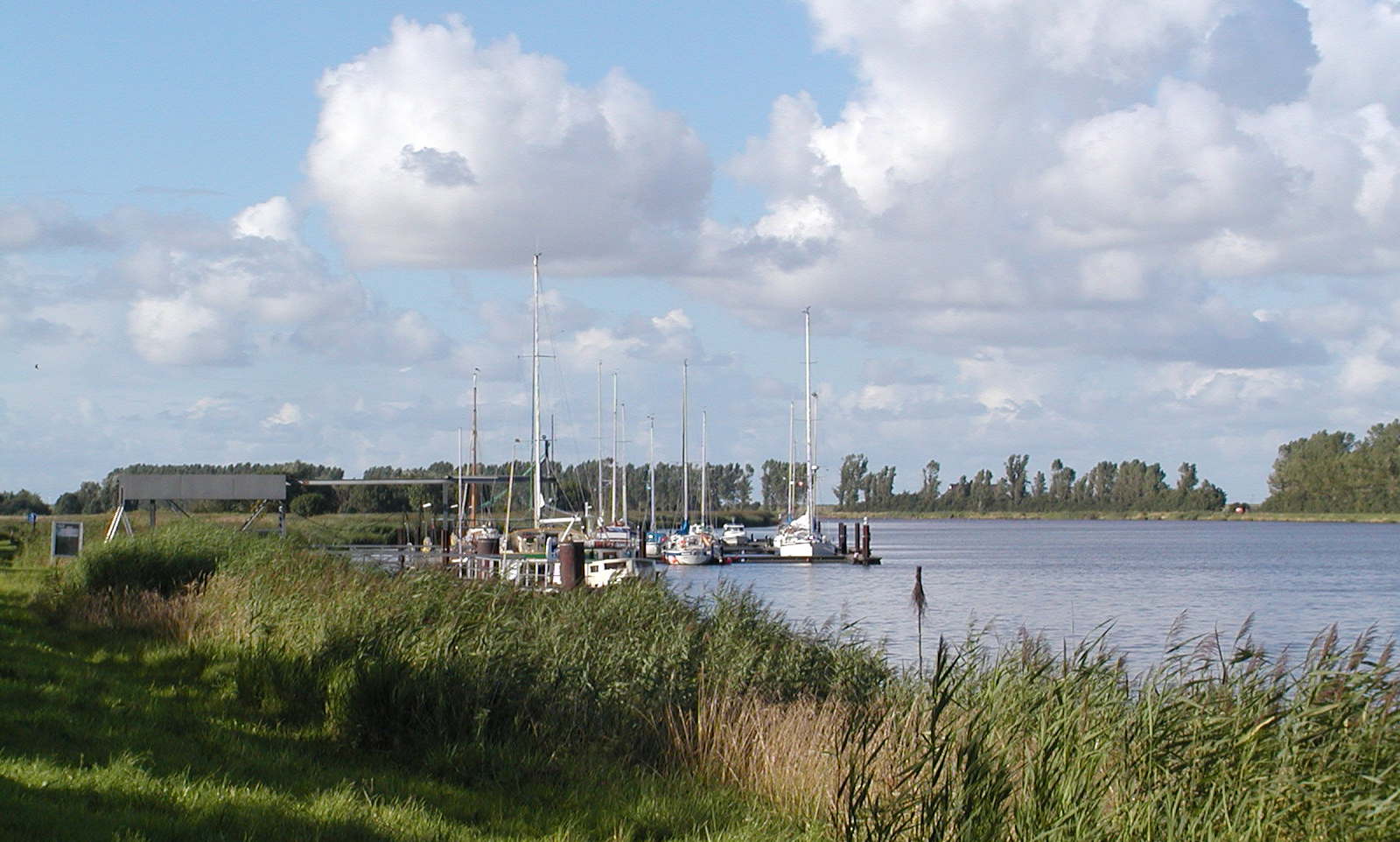
Jachthaven van Neuhaus